# Александровка (Высококолковское сельское поселение)
Александровка — посёлок в Новомалыклинском районе Ульяновской области России. Входит в состав Высококолковского сельского поселения.
В 2009 году появился сельскохозяйственный проект под названием «Новая деревня». Экспериментальной площадкой для его воплощения стала деревня Александровка (Новомалыклинский район). Общая стоимость инвестиций проекта составляла более 5 млрд рублей, два из которых должны были быть вложены в создание комфортной жилой зоны и инфраструктуры. Остальные деньги предполагалось потратить на производство, возведение ферм с полным циклом работы: от выращивания кормов до переработки и реализации готовой продукции. На территории в 160 гектаров планировалось построить 160 мини-ферм и 128 жилых домов. Но проект не состоялся.

## География
Посёлок находится в восточной части Левобережья, в лесостепной зоне, к северу от автодороги Р241, на расстоянии примерно 14 километров (по прямой) к юго-востоку от села Новая Малыкла, административного центра района. Абсолютная высота — 119 метров над уровнем моря.
Климат
Климат характеризуется как умеренно континентальный, с тёплым летом и умеренно холодной зимой. Средняя температура воздуха самого тёплого месяца (июля) — 20 °C (абсолютный максимум — 39 °C); самого холодного (января) — −13,8 °C (абсолютный минимум — −47 °C). Продолжительность безморозного периода составляет в среднем 131 день. Среднегодовое количество атмосферных осадков составляет 406 мм. Снежный покров образуется в конце ноября и держится в течение 145 дней.
Часовой пояс
Посёлок Александровка, как и вся Ульяновская область, находится в часовой зоне МСК+1. Смещение применяемого времени относительно UTC составляет +4:00.

## Население
| 2010 |
| ---- |
| 0    |